# (133077) Jirsik
(133077) Jirsik es un asteroide que forma parte del cinturón de asteroides y fue descubierto por Miloš Tichý y Jana Tichá el 4 de mayo de 2003 desde el Observatorio Kleť, cerca de České Budějovice, República Checa.

## Designación y nombre
Recibió inicialmente la designación de 2003 JZ10. Fue nombrado por Jan Valerián Jirsík (1798-1883) quien fue un teólogo, sacerdote, escritor y activista nacional checo. Fue obispo de la diócesis de České Budějovice desde 1851 hasta su muerte. Fue un ferviente defensor del sistema educativo checo en Bohemia del Sur y fundador del Instituto para personas sordomudas.

## Características orbitales
Jirsik orbita a una distancia media de 2,247 ua del Sol, pudiendo acercarse hasta 2,146 ua y alejarse hasta 2,348 ua. Tiene una inclinación orbital de 4,020 grados y una excentricidad de 0,045. Emplea 1230,08 días en completar una órbita alrededor del Sol.

## Características físicas
La magnitud absoluta de Jirsik es 17,07. 